# أنبوب هوائي

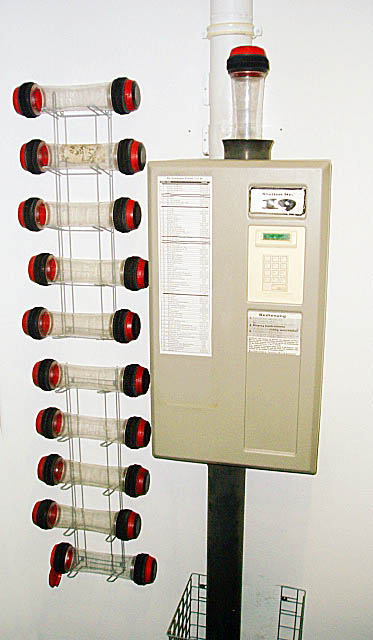

الأنبوب الهوائي أو خطوط الكبسولات (تعرف أيضا بـ PTT وهي اختصار Pneumatic Tube Transport أي انابيب النقل الهوائية) ، هو نظام تقني لنقل الاجسام داخل كبسولة أسطواني[ ؟ ]ة خلال أنبوب أو شبكة أنابيب بناء على مبدأي دفع الهواء والتفريغ الجزئي للهواء في الانبوب، ظهر في أوائل القرن التاسع عشر الميلادي وخضع للعديد من مراحل التطوير خلال القرنين التاسع عشر والعشرين لينافس مختلف وسائل النقل الأخرى، إلا انه لم يلقى نفس النجاح سوي على مستوى نقل الأجسام الصغيرة والمستندات في نطاق المباني الكبيرة والمتوسطة، خاصة التي تتطلب وظيفتها تدفق مستمر للعديد من الورقيات أو الأجسام الصغيرة بين مختلف الفراغات والطوابق في المبنى، ولا سيما مباني المستشفيات والبنوك[ ؟ ] والمباني الإدراية، ولا تزال العديد من تلك المباني تعتمد هذا النظام بها عوضا عن النقل بواسطة الأفراد (السعاة) لدقته وتوفيرا للوقت والجهد.

## تاريخيا
- في القرن الأول الميلادي وضع عالم الرياضيات والميكانيكا السكندري هيرو نموذجا لفكرة تفريغ الانابيب من الهواء، وكانت من أوائل المحاولات في مجال الأنابيب الهوائية.
- في أوائل القرن التاسع عشر اخترع العالم والمهندس الأسكتلندي ويليام مردوخ الأنبوب الهوائي عام 1836م إبان الحقبة الفيكتورية في بريطانيا والتي شهدت أيضا اختراع التلغراف (البرق) ، حيث أستخدم وقتها لنقل البرقيات المكتوبة المطلوب إرسالها تلغرافيا لمحطات إرسال التلغراف من المباني المجاورة لتلك المحطات.
- لاحقا خضعت الأنابيب الهوائية لمزيد من التطوير واتسعت مجالات استخدامها لتشمل مباني المستشفيات والبنوك والمتاجر الكبرى والمصالح الحكومية، بل وتطلع بعض العلماء نحو استخدامها في مجالات نقل البضائع الكبيرة وحتى الركاب بين المدن غير إن تلك الإفكار لم تخرج عن الإطار النظري ولا تزال قيد الدراسة.

## الأساس العلمي
- تقوم حركة الكبسولات داخل الأنابيب الهوائية على مبدأ فرق الضغط أمام وخلف الكبسولة حيث يدفع فرق الضغط الكبسولة بما تحويه عبر الأنبوب.
- يتم استخدام وسيلتين فيزيائيتين بالتبادل لإحداث فرق الضغط هما الدفع بزيادة ضغط الهواء خلف الكبسولة، والسحب (الشفط) بتفريغ الهواء خلف الكبسولة، وينسب لهيرو العالم السكندري إبان القرن الأول الميلادي اولى التجارب في هذا المجال.

## مكونات نظام الأنابيب الهوائية
- يتكون نظام الأنبوب الهوائي مما يلي:

1. الكبسولة:وهي وعاء الذي يحوي الأجسام المراد إرسالها عبر الأنابيب ويجب أن تكون الكبسولة متينة غير قابلة للكسر لحمايتها وحماية ما يرسل بداخلها.
2. الأنابيب: والتي يجب أن تتسم بالمرونة والمتانة، ويجب أن يراعى في تركيبها إحكام غلق النظام ضد التسرب، وأن يكون مسارها معتمدا على المنحنيات (بأقطار تناسب الكبسولات) عند الزوايا متجنبا التكسيرات.
3. المحطات: وهي النقاط التي يمكن عندها أيقاف الكبسولة وإستخراجها أو وضع وأطلاق أخرى وتوجد عندها المضخات الهوائية.
4. المضخات الهوائية: والتي تثبت عند كل محطة وتقوم أما بضخ[ ؟ ] الهواء أو شفطه.
5. أنظمة الإستشعار: نظام إلكتروني للإستشعار هدفه التحكم بعمل المضخات والصمامات بناء على تحديد مكان الكبسولة أثناء سريانها داخل الأنابيب، حيث تثبت وحدات الأستشعار بالقرب من نهايات الأنابيب لترسل الإشارات للمضخة إما بالاستمرار بالشفط أو تغيير عملها إلى الدفع .
6. المقسم: عبارة عن وصلة بين أنبوبين لها صمامات مرتبطة بأنظمة الإستشعار وهي مصممة لتسمح للكبسولة إما بالمضي في أحد الأنبوبين أو نقلها لتسري في الأنبوب الآخر، ويستخدم المقسم في أنظمة الأنابيب المعقدة التي تربط أكثر من محطتين.

## فكرة وكيفية عملها
- أبسط أنظمة الأنابيب الهوائية هو الذي يضم محطتين فقط للإرسال والاستقبال فيما بينهم، حيث تعبأ الكبسولة وتغلق بإحكام، وتوضع عند محطة الإرسال لأطلاقها، ومن ثم ثقوم المضخة عند المحطة المستقبلة بشفط الهواء من الأنبوب فتنطلق الكبسولة نحوها تحت تأثير فرق الضغط إلى أن تصل.
- أما الأنظمة التي بها أكثر من محطتين فإن الأنبوب يمر بمقسم لكل محطة متصل بأنبوب فرعي يؤدي إلى تلك المحطة، حيث تتنقل الكبسولة من محطة عبر المقسم إلى المحطة التالية والتي بدورها تعيد دفعها إلى المقسم الذي يغير مسارها تجاه المحطة التي تليها وهكذا، إلي ان تصل الكبسولة إلى محطتها المقصودة.
- ويمكن تلخيص مايحدث للكبسولة داخل الأنبوب فيما يلي:

1. الكبسولة تسحب تجاه المحطة بشفط الهواء وتدفع بعيدا عن المحطة بضخ الهواء حسب الإشارة التي تتلقاها من أجهزة الإستشعار.
2. تثبت وحدة الإستشعار قرب نهاية الأنبوب (المحطة) وما أن تجتازها الكبسولة -التي تخضع للشفط تجاه المحطة- حتى تعمل الوحدة مصدرة إشارة بالإيقاف للمضخة سواء للفرملة أو لضخ الكبسولة في الاتجاه العكسي لإعادة توجيهها بواسطة المقسم.
3. تستخدم فرملة هوائية لإيقاف الكبسولة عند وصولها لمقصدها حماية لها من التحطم، والفرملة الهوائية عبارة عن شعبة تتفرع من الأنبوب الرئيسي قبل نهايته بقليل ويفصلها عنه صمام عدم رجوع وتؤدي تلك الشعبة إلي المضخة، أما الأنبوب الرئيسي فهو ينتهي أيضا بالمضخة نفسها ويفصلها عنه صمام عدم رجوع آخر، والصمامان (الخاص بالشعبة والخاص بالأنبوب) يعملان عكس بعضهما فإذا إنفتح أحدهم يغلق الآخر تلقائيا والعكس، فما أن تجتاز الكبسولة القادمة للمحطة والمراد فرملتها شعبة الفرملة تقوم وحدة الإستشعاربفتح صمام الشعبة - ليجري بها الهواء المشفوط الساحب للكبسولة- وتغلق صمام الأنبوب لتحبس فجوة من الهواء بين الكبسولة وصمام الأنبوب تعمل كوسادة لفرملة الكبسولة دون أصطدامها بالمضخة، وفي حالة إعادة الضخ في الاتجاه العكسي فإن صمام الإنبوب يفتح ويغلق صمام الشعبة لتنطلق الكبسولة بعد فرملتها في الاتجاه المعاكس من جديد.

## الأستخدام الحالي
- يستخدم الأنبوب الهوائي حاليا في العديد من المباني الكبيرة والمتوسطة ذات النشاط المصرفي أو الإداري بالإضافة المتاجر الكبرى حيث يعتمد عليها في توصيل الورقيات المهمة والنقود فيما بين أرجاء المبني المختلفة بآمان وبسرعة ودقة عاليتين ويوفر المجهود البشري في نقل تلك الأشياء.
- كما ويستخدم الأنبوب الهوائي في مباني المستشفيات والرعاية الطبية، حيث تستخدم في توصيل أنابيب العينات إلي المختبرات (المعامل) إلى جانب توصيل التقارير وغيرها من الورقيات.

## مستقبل الأنابيب الهوائية
- بالرغم من أن الأنبوب الهوائي يعتبر وسيلة بدائية ومحدودة في مجال المراسلة المعلوماتية مقارنة بوسائل الاتصال الحديثة كالفاكس والبريد الإلكتروني وغيرها مما يعتمد على شبكة الإنترنت التي يصل مداها لكافة أرجاء العالم، إلا أنه لا يزال يمتلك ميزة هامة في مجال نقل الأجسام والمراسلات المادية والتي لا يمكن للوسائل الحديثة القيام بها.
- وخلال القرنين التاسع عشر والعشرين ظهرت العديد من التطلعات نحو استخدام الأنبوب الهوائي في مجال نقل البشر بين المدن لينافس غيره من وسائل النقل كالقطارات والسيارات ، الإ ان تلك التطلعات لم تخرج عن الإطار النظري ولم تنفذ على أرض الواقع لصعوبتها تقنيا على المقياس الكبير وكلفتها العالية وربما لما قد تسببه من خطر على من يستقلها وضعف الإقبال عليها، وعلى الرغم من هذا فإنه لا تزال الأبحاث تجري في هذا المجال على الصعيدين التقني والإستثماري وربما ترى النور في وقت لاحق.
- يعكف المهندسين والباحثين في مجال الفضاء على التوصل لصناعة أنبوب عملاق بتقنية النانو يتصل بالفضاء أو ما يعرف بمصعد الفضاء ليكون بديلا عن الصواريخ في نقل الأجهزة والأقمار الصناعية لمداراتها بالفضاء[ ؟ ] بتكلفة أقل بكثير، وذلك من خلال دراسة أمكانية استخدام انابيب الكربون النانوية أي الهيكليات التي لا تزيد قطرها عن بضع نانو مترات لكن طولها يبلغ عدة آلاف من النانو متر لبناء هذا الأنبوب والذي ستفوق متانته متانة الفولاذ بمئة مرة نتيجة ما تكتسبه ذرات الكربون من قوة تماسك إضافية بعد إعادة تنظيمها في نفس الاتجاه بتقنية النانو وفقا لباحثين في جامعة رايس بهيوستن، تكساس ،وعلى الرغم من هذا المشروع سيحتاج عقودا ليصبح واقعا، إلا أنه يعد تطبيقا مستقبليا طموح لفكرة الأنبوب الهوائي.